# Okoč
Okoč este o comună slovacă, aflată în districtul Dunajská Streda din regiunea Trnava. Localitatea se află la altitudinea de 112 m deasupra n.m., se întinde pe o suprafață de 63,43 km2 și în 2017 număra 3.579 de locuitori.

## Istoric
Localitatea Okoč este atestată documentar din 1268.

## Demografie
| An:                | 1994 | 2004   | 2014   | 2024   |
| ------------------ | ---- | ------ | ------ | ------ |
| Număr de persoane: | 3587 | 3752   | 3631   | 3661   |
| Diferență:         |      | +4,59% | −3,22% | +0,82% |

| An:                | 2023 | 2024   |
| ------------------ | ---- | ------ |
| Număr de persoane: | 3672 | 3661   |
| Diferență:         |      | −0,29% |